# Convention sur le commerce international des espèces de faune et de flore sauvages menacées d'extinction
Pour les articles homonymes, voir Convention de Washington.
« Cites » redirige ici. Pour les autres significations, voir Cité.
 Voir le traité sur Wikisource
La Convention sur le commerce international des espèces de faune et de flore sauvages menacées d'extinction (en anglais Convention on International Trade of Endangered Species, CITES), aussi appelée convention de Washington, est un accord intergouvernemental signé le 3 mars 1973 à Washington.

## Objectifs
La CITES doit garantir que le commerce international des espèces inscrites dans ses annexes, ainsi que des parties et produits qui en sont issus, ne nuit pas à la conservation de la biodiversité et repose sur une utilisation durable des espèces sauvages.
À cette fin, la CITES fixe un cadre juridique et des procédures pour faire en sorte que les espèces sauvages faisant l'objet d'un commerce international ne soient pas surexploitées. La CITES met périodiquement à jour ses données du commerce international d'espèces protégées et les publie (Août 2010).
L'intégralité de ces données, stockée dans une base de données interrogeable, peut également être librement téléchargée.

## Ratifications

Les États ayant ratifié l'accord.

Le 3 mars 1973, à Washington, des représentants de 80 pays ont finalisé le texte de la convention. Celui-ci a ensuite été ouvert aux signatures jusqu'au 31 décembre 1974. Il entre en vigueur le 1er juillet 1975, après la dixième ratification par un pays signataire. La convention est applicable aux États-Unis depuis le 14 janvier 1974 (1er pays dans l'ordre chronologique), en France depuis le 11 mai 1978 et en Belgique depuis le 3 octobre 1983. En octobre 2016, 183 pays avaient ratifié l'accord de la CITES.

## Principes
Les quelque 34 000 espèces animales et végétales concernées sont réparties dans trois annexes, I, II et III, en fonction de la gravité du risque que leur fait encourir le commerce international. La CITES vise à maîtriser ce risque en limitant les mouvements internationaux, qu'ils soient commerciaux ou pas, aux seuls spécimens accompagnés de permis/certificats prouvant que leur prélèvement est légal et compatible avec la pérennité de l'espèce concernée. Les documents CITES représentent donc une sorte de certification, de garantie d'utilisation durable. Leur authenticité, leur recevabilité et leur adéquation avec les spécimens qu'ils accompagnent sont contrôlées par les douanes en frontière.

## Application dans l'Union européenne
Les États membres de l'Union européenne n'appliquent pas la CITES en tant que telle, mais des règlements communautaires qui harmonisent et renforcent l'application de la Convention sur le territoire UE. Début 2011, l'UE a publié une résolution qui sera sa position lors de la quinzième session de la Conférence des parties à la convention à Doha (Qatar) du 13 au 25 mars 2010,.
Toutes les espèces inscrites à la CITES, ainsi que d'autres espèces que la Communauté protège sur son territoire ou dont elle souhaite maîtriser les flux, sont inscrites dans 4 annexes UE A, B, C et D :
- L'annexe A correspond à l'Annexe I de la CITES (espèces menacées d'extinction), à laquelle s'ajoutent certaines espèces auxquelles l'UE souhaite conférer un statut de protection plus élevé.
- L'annexe B correspond aux espèces de l'Annexe II de la CITES (espèces qui pourraient inscrites à l'annexe A, à quelques espèces de l'Annexe III CITES et à certaines espèces « non-CITES » constituant des menaces écologiques (espèces dites envahissantes)
- L'annexe C correspond au reste de l'Annexe III CITES (espèces qu'un pays protège sur son territoire et pour lesquelles il souhaite la collaboration des autres États pour détecter les exportations illégales)
- L'annexe D est constituée d'espèces qui ne sont pas inscrites à la CITES, mais dont l'UE considère que les volumes d'importation justifient une surveillance.

Concernant les annexes A, B ou C, la réglementation s'applique à l'animal ou à la plante, vivants ou morts, entiers ou pas, ainsi qu'à tous les produits ou objets qui en sont dérivés, sauf si une annotation spécifique restreint son champ d'application.
Concernant l'annexe D, la réglementation s'applique uniquement :
- aux animaux vivants ou morts et entiers, sauf annotation précisant quels spécimens sont également concernés ;
- aux plantes vivantes, sauf annotation précisant quels spécimens sont également concernés.

L'utilisation commerciale des spécimens de l'annexe A est interdite, sauf dérogation prenant la forme d'un certificat intra-communautaire délivré au cas par cas. De même, le transport d'animaux vivants de l'annexe A requiert l'obtention préalable d'un certificat.

### En France
En France, les permis et certificats sont délivrés depuis 2001 par les directions régionales de l'Environnement, de l'Aménagement et du Logement (DREAL), qui ont hérité des prérogatives des anciennes directions régionales de l'Environnement (DIREN).

### En Suisse
Au niveau fédéral, l'Office fédéral de la sécurité alimentaire et des affaires vétérinaires (OSAV) est l'autorité d'exécution. Il collabore avec la CITES pour appliquer les résolutions. Par exemple, les décisions prises à la CoP18 sont entrées en vigueur trois mois après la Conférence, des espèces de requins et de reptiles ont été inscrites dans les annexes. Les modifications de la protection dans le commerce international sont appliquées en Suisse depuis le 1er décembre 2019. La Loi fédérale sur la circulation des espèces de faune et de flore protégées (Loi sur les espèces protégées, LCITES) du 16 mars 2012 (État le 1er mai 2017) règle le contrôle des circulations d'espèces animales et végétales.

## Gouvernance
Le secrétariat de la CITES est administré par le Programme des Nations unies pour l'environnement. Il est basé à Genève.

### Conférences de la CITES et Comité permanent
Tous les trois ans, les modalités d'application de la Convention et la liste des espèces concernées sont révisées lors des Conférences des parties.
| N° | Ville           | Pays           | Date                          |
| -- | --------------- | -------------- | ----------------------------- |
| 1  | Berne           | Suisse         | 2 - 6 novembre 1976           |
| 2  | San José        | Costa Rica     | 19 - 30 mars 1979             |
| 3  | New Delhi       | Inde           | 25 février - 8 mars 1981      |
| 4  | Gaborone        | Botswana       | 19 - 30 avril 1983            |
| 5  | Buenos Aires    | Argentine      | 22 avril - 3 mai 1985         |
| 6  | Ottawa          | Canada         | 12 - 24 juillet 1987          |
| 7  | Lausanne        | Suisse         | 9 - 20 octobre 1989           |
| 8  | Kyoto           | Japon          | 2 - 13 mars 1992              |
| 9  | Fort Lauderdale | États-Unis     | 7 - 18 novembre 1994          |
| 10 | Harare          | Zimbabwe       | 9 - 20 juin 1997              |
| 11 | Nairobi         | Kenya          | 10 - 20 avril 2000            |
| 12 | Santiago        | Chili          | 3 - 15 novembre 2002          |
| 13 | Bangkok         | Thaïlande      | 2 - 14 octobre 2004           |
| 14 | La Haye         | Pays-Bas       | 3 - 15 juin 2007              |
| 15 | Doha            | Qatar          | 13 - 25 mars 2010             |
| 16 | Bangkok         | Thaïlande      | 3 - 14 mars 2013              |
| 17 | Johannesbourg   | Afrique du Sud | 24 septembre - 5 octobre 2016 |
| 18 | Genève          | Suisse         | 17 - 28 août 2019             |
| 19 | Panama          | Panama         | 14 - 25 novembre 2022         |

La quatorzième session de la Conférence des parties s'est tenue à La Haye (Pays-Bas), du 3 au 15 juin 2007. Elle a étudié les effets potentiels de ses décisions sur les moyens d’existence des démunis en milieu rural, lesquels subissent souvent en première ligne les effets des décisions internationales concernant les espèces sauvages. Le commerce illégal du bois, a été au centre des discussions le 13 juin. 18 ans après que la CITES a interdit le commerce de l’ivoire, les ministres des États de l’aire de répartition de l’éléphant d’Afrique sont pour la première fois parvenus à un consensus sur la manière de traiter cette question : l'Afrique du Sud, le Botswana, la Namibie et le Zimbabwe ont été autorisés à procéder à une vente unique de leurs stocks gouvernementaux d'ivoire brut enregistrés et vérifiés au 31 janvier 2007, à destination des seuls pays dont le Secrétariat CITES aura vérifié que le marché intérieur de l'ivoire est suffisamment contrôlé. Après cette vente, une « période de repos » de neuf ans sans nouvelle vente d'ivoire sera mise en place.
La 57e session du Comité permanent s'est tenue du 14 au 18 juillet 2008 à Genève. Le Comité devait décider si la Chine devrait être agréée, au même titre que le Japon en 2007, pour devenir partenaire commercial de l'Afrique australe pour la vente unique d'ivoire décidée à la 14e session de la Conférence des parties. Le Comité devait aussi débattre des indicateurs pour évaluer la mise en œuvre du plan stratégique de la CITES. Divers rapports seront présentés sur l'état de conservation de certaines espèces (grands singes, tigres, rhinocéros, antilope du Tibet, antilope Saïga, ramin, acajou des Antilles).
Durant la 18e session de la Conférence des parties à Genève en Suisse, du 17 au 28 août 2019, huit résolutions ont été prises. La conférence 18.1 a examiné le financement par l'intermédiaire du Programme des Nations unies pour l'Environnement (PNUE), des comptes au budget prévisionnel 2020-2022, précisant la répartition des contributions et les affectations de ressources.
En novembre 2022, durant la conférence des parties, qui se tient au Panama, des discussions aboutissent sur la protection de plusieurs espèces de requins et de raies pour les intégrer à l'annexe II.

## Critiques
La lenteur administrative et les considérations politiques à l’œuvre lors des conférences des parties de la CITES qui ont lieu tous les deux ou trois ans pour actualiser la liste des espèces annexées sont l'objet de critiques. Des chercheurs ont ainsi mis en évidence qu'il s'écoulait en moyenne dix ans entre le classement d'une espèce par l'Union internationale pour la conservation de la nature (UICN) sur la liste des espèces menacées et son inscription en annexe I ou II de la CITES.